# Ernaginum
Ernaginum est le nom d'une cité antique située sur le territoire de l'actuelle commune de Tarascon, à proximité du village de Saint-Étienne-du-Grès (Bouches-du-Rhône). Ptolémée la cite au IIe siècle sous le nom grec de Ερναγινον (Ernaginon). Mais certains la rapprochent de la cité de Bergine évoquée par Avienus qui cite des voyageurs des Ve et IVe siècles av. J.-C. et la localise sur le territoire des Salyens.
Ernaginum constitue un relais routier majeur tout au long de l'Antiquité car il se situe à l'intersection de trois voies anciennes : la Voie Domitienne, la Voie Aurélienne et la Via Agrippa.

## Histoire
Ernaginum est à l'origine un oppidum protohistorique, constitué par la suite en station routière, ainsi qu'en témoigne Ptolémée. Il s'agit du chef-lieu de la tribu des Nearchi, tribu salyenne évoquée par Festus Avienus. L'oppidum se situe à flanc de côté sur la partie ouest des Alpilles, mais aussi dans la plaine, sur le trajet de plusieurs voies romaines d'importance. La présence du site de Saint-Gabriel (Ernaginum) s'explique par sa position privilégiée, à l'extrémité de la chaîne des Alpilles et dominant la vallée du Rhône. Le piémont est alors parcouru de voies protohistoriques, aménagées ultérieurement par l'armée romaine.
Alors que la Protohistoire est fortement marquée par le pastoralisme et l'agriculture dans les Alpilles, on extrait de la pierre calcaire dans des carrières aux alentours d'Ernaginum.